# Giorgio Jossa
Giorgio Jossa (Napoli, 27 luglio 1938) è uno storico italiano.

## Biografia
Si è laureato in Giurisprudenza presso l'Università degli Studi di Napoli "Federico II"; dopo aver vinto una borsa di studio presso l'Istituto Italiano per gli Studi Storici "B. Croce", ha deciso di dedicarsi allo studio della storia del cristianesimo, ed è passato alla facoltà di Lettere e filosofia.
Libero docente nel 1966, professore ordinario dal 1980, ha insegnato Storia religiosa dell'Oriente cristiano, Storia della Chiesa antica e Storia del cristianesimo all'Università degli Studi di Napoli "Federico II".
Lasciata l'Università nel 2003, ha continuato l'attività didattica come docente invitato alla Pontificia Facoltà Teologica dell'Italia Meridionale  e presso l'Istituto Italiano per gli Studi Filosofici.
Tra i fondatori della rivista Quarta generazione, ha diretto per diversi anni la rivista Il Tetto. È membro della Studiorum Novi Testamenti Societas, dell'Associazione Biblica Italiana e dell'Associazione Italiana per lo Studio del Giudaismo; fa parte del comitato di redazione della Rivista biblica.

## Attività
Giorgio Jossa nei suoi studi si è dedicato alle origini del cristianesimo, alla figura storica di Gesù (vedi Gesù storico) e alla nascita della cristologia. Le sue ricerche indagano ogni possibile testimonianza, canonica o apocrifa, letteraria o archeologica, religiosa o profana, che possa gettar luce sulle origini cristiane. Particolare rilievo assumono gli studi sui movimenti di liberazione della Palestina al tempo di Gesù, sui rapporti tra i primi cristiani e l'Impero romano, su Flavio Giuseppe (di cui ha tradotto e curato l'Autobiografia) e sui gruppi giudaici al tempo di Gesù. Da alcuni decenni la sua attenzione si rivolge soprattutto alla ricostruzione storica della figura di Gesù e dell'ambiente della sua predicazione, ai rapporti tra giudaismo e cristianesimo, alla natura dei Vangeli e al problema della messianità di Gesù. I suoi contributi si inseriscono dunque nella complessa ricerca dei rapporti tra storia e fede.

## Pubblicazioni
- Regno di Dio e Figlio dell'uomo. Uno schizzo di storia di Gesù, Il Pozzo di Giacobbe Editore, Trapani, 2021. ISBN 9788861248922.
- Quale Gesù?, Paideia Editrice, Brescia, 2021. ISBN 978-8839409614.
- Voi chi dite che io sia? Storia di un profeta ebreo di nome Gesù. Ediz. ampliata, Paideia Editrice, Brescia, 2019. ISBN 978-8839409447.
- Voi chi dite che io sia?, Paideia Editrice, Torino, 2018. ISBN 978-88-394-0923-2.
- Tu sei il re dei Giudei?, Carocci Editore, Roma, 2014. ISBN 978-88-430-7107-4.
- Chi ha voluto la morte di Gesù? Il maestro di Galilea e i suoi avversari, Edizioni San Paolo, Cinisello Balsamo, 2011. ISBN 978-88-215-7060-5.
- Gesù. Storia di un uomo, Carocci Editore, Roma, 2010. ISBN 978-88-430-6579-0.
- La condanna del Messia, Paideia Editrice, Brescia, 2010. ISBN 978-88-394-0781-8.
- Il cristianesimo ha tradito Gesù?, Carocci Editore, Roma, 2008. ISBN 978-88-430-4694-2.[3]
- Gesù Messia? Un dilemma storico, Carocci Editore, Roma, 2006. ISBN 88-430-3606-8.
- Jews or Christians? The Followers of Jesus in Search of their own Identity, traduzione dall'italiano di Rogers Molly, Mohr Siebeck, Tübingen, 2006. ISBN 9783161491924.[4]
- Giudei o cristiani? I seguaci di Gesù in cerca di una propria identità, Paideia Editrice, Brescia, 2004. ISBN 88-394-0684-0.
- Il Vangelo tra storia e fede. Per una corretta lettura dei quattro vangeli, Edizioni San Paolo, Cinisello Balsamo, 2002. ISBN 88-215-4505-9.
- Il processo di Gesù, Paideia Editrice, Brescia, 2002. ISBN 88-394-0639-5.[5]
- I gruppi giudaici ai tempi di Gesù, Paideia Editrice, Brescia, 2001. ISBN 88-394-0629-8.
- La verità dei vangeli. Gesù di Nazaret tra storia e fede, Carocci Editore, Roma, 1998. ISBN 88-430-1194-4.
- Il cristianesimo antico. Dalle origini al Concilio di Nicea, La Nuova Italia Scientifica, Roma, 1997. ISBN 88-430-0490-5.
- Flavio Giuseppe, Autobiografia, introduzione, traduzione e note di Giorgio Jossa, M. D'Auria, Napoli, 1992. ISBN 88-7092-089-5.
- I cristiani e l'impero romano. Da Tiberio a Marco Aurelio, M. D'Auria, Napoli, 1991.
- Dal Messia al Cristo. Le origini della cristologia, Paideia Editrice, Brescia, 1989.
- Gesù e i movimenti di liberazione della Palestina, Paideia Editrice, Brescia, 1980.
- Giudei, pagani e cristiani. Quattro saggi sulla spiritualità del mondo antico, Associazione di studi tardoantichi, Napoli, 1977.